# Silene tyrrhenia
Silene tyrrhenia är en nejlikväxtart som beskrevs av D. Jeanmonod och G. Bocquet. Silene tyrrhenia ingår i släktet glimmar, och familjen nejlikväxter. Inga underarter finns listade i Catalogue of Life.